# Svjetska zdravstvena organizacija
Svjetska zdravstvena organizacija, SZO (engl. World Health Organization, WHO) posebna je organizacija Ujedinjenih naroda koja djeluje kao koordinirajuće tijelo međunarodnog javnog zdravstva. Sjedište joj je u Ženevi u Švicarskoj. SZO su osnovali UN 7. travnja 1948. godine čime je od tada poznat još kao i svjetskog dana zdravlja. Dokumente o osnivanju organizacije potpisale su 63 države. Prvi predsjednik skupštine SZO-a bio je prof. Andrija Štampar. Trenutačni generalni direktor je Tedros Adhanom koji je svoj petogodišnji mandat započeo 1. srpnja 2017. SZO je nasljednica Zdravstvene organizacije (engleski Health Organisation), agencije Lige naroda.
Prvi sastanak Svjetske zdravstvene skupštine (WHA) je bio održan 24. srpnja 1948. godine.
SZO je igrala vodeću ulogu u nekoliko javnozdravstvenih dostignuća, posebno u iskorjenjivanju malih boginja, skoro iskorjenjivanju polio i razvoju cjepiva protiv ebole. Njegovi trenutni prioriteti uključuju zarazne bolesti, posebno HIV / SIDA, ebolu, malariju i tuberkulozu; nezarazne bolesti poput bolesti srca i raka; zdrava prehrana, prehrana i sigurnost hrane; zdravlje na radu; i zlouporaba droga.

## Djelokrug rada
U konstitutivnom aktu stoji kako je glavna zadaća organizacije "omogućavanje i postignuće najvećeg mogućeg nivoa zdravlja za sve ljude na svijetu". 
2012. godine SZO je točno definirala vlastitu ulogu u javnom zdravstvu cijele svjetske populacije:
- vođenje i koordinacija po pitanju kritičnih stvari vezanih za javno zdravstvo te partnerstvo s drugim organizacijama kada je potrebno zajedničko djelovanje;
- oblikovanje istraživačke agende i stimuliranje proizvodnje, prevođenja i širenja vrijednog znanja;
- postavljanje normi i standarda te promoviranje i nadzor njihovih implementacija;
- zagovaranje etičkih, odnosno na dokazima baziranih smjernica;
- omogućavanje tehničke podrške te pomaganje u održavanju i širenju institucionalnih kapaciteta;
- nazor zdravstvene situacije i procjena zdravstvenih trendova.

## Struktura
SZO je članica programa Ujedinjenih naroda za razvoj. 
2016. godine SZO broji 194 članice. Od 2013. godine Puerto Rico i Tokelau postaju države suradnice. Palestina, Vatikan i Malta imaju status promatrača, a 2010. godine u organizaciju je pozvan i Tajvan.

## Povijest

### Podrijetlo
Međunarodne sanitarne konferencije, prvobitno održane 23. lipnja 1851., bile su prvi prethodnici SZO-a. Niz od 14 konferencija koje su trajale od 1851. do 1938. godine, Međunarodne sanitarne konferencije radile su na borbi protiv mnogih bolesti, a među njima su bile kolera, žuta groznica i kuga. Konferencije su u velikoj mjeri bile neučinkovite do sedme, 1892. .; kad je donesena Međunarodna sanitarna konvencija koja se bavila kolerom.
Pet godina kasnije potpisana je konvencija za kugu. Djelomično, kao rezultat uspjeha konferencija, ubrzo su osnovani Panaamerički sanitarni ured (1902) i Ured International d'Hygiène Publique (1907). Kada je 1920. godine formirana Liga naroda, osnovali su Zdravstvenu organizaciju Lige naroda. Nakon Drugog svjetskog rata, Ujedinjeni narodi su apsorbirali sve ostale zdravstvene organizacije u SZO.

### Osnivanje
Sze i drugi delegati lobirali su i usvojena deklaracija kojom se traži međunarodna konferencija o zdravstvu. Upotreba riječi "svijet", a ne "međunarodno", isticala je uistinu globalnu prirodu onoga što je organizacija željela postići. Ustav Svjetske zdravstvene organizacije potpisale su 22. srpnja 1946. sve 51 zemlje Ujedinjenih naroda i još 10 zemalja. Time je postala prva specijalizirana agencija Ujedinjenih naroda na koju se pretplatila svaka članica. Njegov je ustav formalno stupio na snagu prvog Svjetskog dana zdravlja, 7. travnja 1948., kad ga je ratificirala 26. država članica.
Prvi sastanak Svjetske zdravstvene skupštine završio je 24. srpnja 1948., osiguravši proračun od 5 milijuna USD (tada 1,250,000 GBP) za 1949. godinu. Andrija Štampar bio je prvi predsjednik skupštine, a G. Brock Chisholm imenovan je generalnim direktorom SZO-a, a obavljao je dužnost izvršnog tajnika tijekom faza planiranja. Njegovi su prvi prioriteti bili kontrola širenja malarije, tuberkuloze i spolno prenosivih infekcija te poboljšanje zdravlja majke i djeteta, prehrane i higijene okoliša. Njezin prvi zakonodavni akt odnosio se na sastavljanje točnih statistika o širenju i morbiditetu bolesti. Logotip Svjetske zdravstvene organizacije sadrži štapić Asklepije kao simbol zdravlja.

### Događaji
1947: SZO je uspostavio epidemiološku službu informiranja putem teleksa, a do 1950. je u tijeku masovna poticaj tuberkuloze primjenom BCG cjepiva.
1955: Pokrenut je program iskorjenjivanja malarije, iako je kasnije objektivno izmijenjen. 1955. prvo izvješće o šećernoj bolesti i stvaranje Međunarodne agencije za istraživanje raka.
1958 .: Viktor Zhdanov, zamjenik ministra zdravstva za SSSR, pozvao je Svjetsku zdravstvenu skupštinu na globalnu inicijativu za iskorjenjivanje malih boginja, rezultirajući Rezolucijom WHA11.54. U ovom trenutku 2 milijuna ljudi umire od malih boginja svake godine.
1966: SZO je premjestio svoje sjedište iz krila Ariana u Palači naroda u novoizgrađeni štab drugdje u Ženevi.
1967 .: SZO je intenzivirao globalno iskorjenjivanje malih boginja doprinoseći 2,4 milijuna USD godišnje te je usvojio novu metodu za nadzor bolesti. Početni problem s kojim se suočio SZO bilo je nedovoljno prijavljivanje slučajeva malih boginja. SZO je uspostavio mrežu konzultanata koji su pomogli zemljama u uspostavljanju nadzora i zadržavanja. SZO je također pomogao u suzbijanju posljednjeg europskog napada u Jugoslaviji 1972. Nakon više od dva desetljeća borbe protiv malih boginja, SZO je 1979. proglasio da je bolest iskorijenjena - prva bolest u povijesti uklonjena ljudskim naporima.
1967.: SZO je pokrenuo Specijalni program za istraživanje i obuku tropskih bolesti, a Svjetska zdravstvena skupština izglasala je usvajanje rezolucije o prevenciji i rehabilitaciji invaliditeta s fokusom na brigu usmjerenu prema zajednici.
1974: Pokrenut je Prošireni program imunizacije i program kontrole onhocerciasis, važno partnerstvo između Organizacije za hranu i poljoprivredu (FAO), Razvojnog programa Ujedinjenih naroda (UNDP) i Svjetske banke.
1977: sastavljen je prvi popis esencijalnih lijekova, a godinu dana kasnije proglašen je ambiciozni cilj "Zdravlje za sve".
1986: SZO je započeo svoj globalni program o HIV-u/SIDI. Dvije godine kasnije, sudjelovalo je u sprečavanju diskriminacije oboljelih, a 1996. je osnovan UNAIDS.
1988: Osnovana je Globalna inicijativa za iskorjenjivanje polio.
1998: Generalni direktor SZO-a istaknuo je dobitak u preživljavanju djece, smanjenu smrtnost novorođenčadi, povećani životni vijek i smanjene stope „biča“, poput malih boginja i polija, na pedesetu godišnjicu osnutka SZO-a. Međutim, prihvatio je da je potrebno učiniti više na pružanju pomoći zdravlju majke i da je napredak na ovom području bio spor.
2000 .: Stvoreno je partnerstvo Stop TB zajedno s UN-ovom formulom Milenijskih razvojnih ciljeva.
2001 .: Osnovana je inicijativa za ospice i zaslužna je za smanjenje smrti u svijetu od 68% do 2007. godine.
2002: Globalni fond za borbu protiv SIDE, tuberkuloze i malarije izrađen je radi poboljšanja dostupnih resursa.
2006: Organizacija je podržala prvi svjetski službeni priručnik za HIV / SIDA za Zimbabve, koji je bio osnova za globalnu prevenciju, liječenje i podržao plan za borbu protiv pandemije SIDE.
2020: SZO je proglasila situaciju koronavirusa pandemijom 11. ožujka.

## Članstvo
Od 2016. godine, SZO ima 194 države članice: sve države članice Ujedinjenih naroda, osim Lihtenštajna, plus Cookovi otoci i Niue. (Država postaje punopravna članica SZO ratifikacijom ugovora poznatog kao Ustav Svjetske zdravstvene organizacije.) Od 2013. godine, također je imala dva pridružena člana, Portoriko i Tokelau. Nekoliko drugih zemalja ima status promatrača. Palestina je promatrač kao "nacionalno-oslobodilački pokret" koji je priznala Liga arapskih država Rezolucijom UN-a 3118. Sveta Stolica također sudjeluje kao promatrač, kao i Malteški red.

## Galerija
- SZO zgrada s Jugoistoka
- SZO zgrada s Juga
- SZO zgrada s Istoka
- SZO zgrada sa Sjevera
- SZO zgrada sa zapada
- SZO ulaz
- Ulaz u glavnu halu SZO
- Soba konferencije
- Ulaz
- Zastava SZO

## Vanjske poveznice
- Službene stranice Svjetske zdravstvene organizacije engl.. engleski